# Morpho effigurata
Morpho effigurata är en fjärilsart som beskrevs av Hans Fruhstorfer 1912. Morpho effigurata ingår i släktet Morpho och familjen praktfjärilar. Inga underarter finns listade i Catalogue of Life.